# Târgul Socilor
Târgul Socilor a fost așezare cu caracter urban, aflată probabil la cca. 30 km nord-est de Râmnicu Sărat.
În bătălia dată lângă Soci, la 7 martie 1471, Ștefan cel Mare a învins pe Radu cel Frumos. În județul Râmnicu Sărat, aproape de hotarul cu Moldova, o așezare cu numele de Soci apare într-un document din 1760, precum și în harta Țării Românești din 1833 (pe hartă, satul este trecut la categoria cătune și slobozii, fiind așezat pe Putna, aproape de actuala vărsare a râului în Siret, la nord de satul de astăzi Maluri). Așezarea târgului în acest loc, cu toate schimbările de curs ale Siretului, a fost determinată de trecerea pe aici a drumului care mergea de la Râmnic la Tecuci, urmând văile râurilor Râmnicul Sărat și Bârlad. Aproape de locul Socilor, Radu cel Frumos a ridicat Cetatea Crăciuna, cucerită în 1482 de Ștefan cel Mare. Târgul nu a supraviețuit luptelor și obișnuitelor distrugeri ce le însoțeau, la sfârșitul secolului al XV-lea și începutul secolului următor, decăzând la nivelul unui sat; o situație asemănătoare a cunoscut, de cealaltă parte, în Țara Moldovei, Târgul Putnei.
Dacă pentru mulți istorici Tîrgul Soci era situat la granițele Țării Moldovei, cercetătorul dr. Emil Lupu a descoperit că Târgul Soci a fost un oraș al Țării Românești situat în imediata vecinătate a hotarului cu Țara Moldovei. Cercetătorul consideră că există suficiente date care să certifice situarea acestei localități istorice la aproximativ 1,4 km vest de satul Hângulești, comuna Vulturu, pe malul fostului pârâu Leica.
Aceasta pare să confirme descoperirea făcută de Constantin C. Giurescu pe Harta Rusă de la 1835, unde este menționată localitatea Soci, între Vulturu și Hângulești.
Se estimează că târgul Soci avea circa 200 de case, foarte multe pentru acea perioadă. Importanța târgului era dată de amplasarea lui în apropierea graniței, pe o rută comercială importantă pentru acea perioadă și anume pe drumul Brăilei, un drum comercial ce venea din Moldova.